# La borsa del presidente
La borsa del presidente – Ritorno agli anni di piombo è un romanzo scritto dall'ex brigatista Alberto Franceschini con la collaborazione della sceneggiatrice e giornalista Anna Samueli pubblicato nel 1997 dalla casa editrice Ediesse nella collana Nella rete del secolo.
Il romanzo è basato su due componenti narrative: una è di natura autobiografica, dal momento che il protagonista Amos Riani è palesemente un alter ego dell'autore, ed è costituita dai flash back che riportano ai primi Settanta, all'epoca della fondazione delle Brigate Rosse, e dalle notazioni introspettive in cui il protagonista riflette sull'effetto generato dalle esperienze passate e della lunga carcerazione sulla sua attuale personalità.
Il secondo pilastro fondamentale del libro è invece un contributo alla riflessione e alle indagini sul Caso Moro, a cui Franceschini non ha partecipato essendo stato arrestato nel 1974 ma su cui ha indagato fin dai tempi del carcere raccogliendo testimonianze ed elementi da compagni detenuti, magistrati, giornalisti e deputati che hanno fatto parte delle commissioni d'inchiesta sul delitto Moro.

## Trama
Roma, metà anni Novanta: Amos Riani, cinquantenne originario della Pianura Padana, è stato uno dei fondatori di un'organizzazione armata di estrema sinistra (mai citata per nome nel romanzo) che si sta faticosamente ricostruendo una vita dopo diciotto anni di carcere.
Lavora per una società di servizi informatici assieme a Marjolaine Coletti, una trentacinquenne ex eroinomane ora invasata di pensiero New Age e non riesce a costruire una relazione stabile con alcuna donna perché, presto o tardi, tutte finiscono per ricordargli Valeria Fondi, una compagna di lotta uccisa dai Carabinieri nel 1975.
A costringerlo a riaprire i conti con il passato è una convocazione del giovane e ambizioso giudice Giorgio Finzi, che rivela a Riani di essere in possesso della famosa borsa del Presidente M, quella contenente i documenti riservati, scomparsa al momento del rapimento e mai più ritrovata a differenza a delle altre quattro.
Finzi rivela a Riani che nella borsa, lasciata da una mano anonima su un taxi alcuni giorni prima, non ha ritrovato i documenti del presidente ma solo tre reperti: due foto, una che raffigura un terrazzo di un edificio del primo Novecento e una che rappresenta una scultura romana chiamata Ares Sinibaldi, e un biglietto per lo spettacolo O Coelicolae andato in scena nel piccolo teatro Agorà il primo giugno 1978.
Riani accetta la sfida ad indagare avvalendosi della collaborazione dell'ex senatore Enrico Maraini, che ha conosciuto il protagonista quando era ancora detenuto e che, da ex membro della prima commissione d'inchiesta sul caso Moro, non si è mai arreso alla verità ufficiale.
Amos scopre così che il balcone della prima foto si trova al civico 109 di via Fani e che da esso sono state sicuramente scattate delle fotografie mai finite negli atti giudiziari ufficiali, ammira l'Ares Sinibaldi ai Musei Capitolini ma l'ultimo discendente della famiglia Sinibaldi, che possedeva la scultura prima che venisse requisita dalla Wehrmacht durante la Seconda Guerra Mondiale per essere poi restituita allo stato italiano nel dopoguerra, gli rivela che secondo lui la statua esposta al museo è solo una copia discretamente eseguita e, infine, viene a sapere che lo spettacolo O Coelicolae, le cui prove si sono protratte da gennaio a maggio del 1978 (quindi durante la preparazione e l'esecuzione del sequestro del Presidente M), non è mai andato in scena.
Riani apprende inoltre da Ciccio Forlenza, ex direttore del teatro Agorà nonché fiancheggiatore della sua estinta organizzazione armata, che il regista dello spettacolo è un'altra sua vecchia conoscenza: pur non riuscendo a farsi confidare il nome, Amos ritiene con certezza che si tratti di Tommaso Rodi, enigmatico personaggio che aveva partecipato ai primi passi della formazione terroristica di cui Riani fece parte e che, dopo aver più volte provato a convincere Amos e gli altri fondatori a fare un salto di qualità compiendo attentati in grande stile, era riparato a Parigi occupandosi di cultura.
Le mosse di Riani e Maraini non sfuggono a chi non vuole che ulteriori verità sul rapimento di M siano scoperte: Amos sfugge per miracolo all'investimento in via Fani da parte di una BMW che procedeva a gran velocità mentre il senatore viene strangolato in casa sua con un filo di nylon.
Seguendo le tracce di Rodi, Amos giunge a Venezia dove si imbatte in Dante Fabbri, altro suo vecchio compagno di militanza sfuggito all'arresto e rifugiatosi in Francia.
I due hanno una colluttazione al termine della quale Riani ha la meglio e si impossessa di una fotografia che ritrae un uomo sui sessant'anni che preleva una borsa da una Fiat 130 nera: è la prova schiacciante di chi sia stato a prelevare la borsa del Presidente M in via Fani.
Tornato a Roma, Riani trova ad attenderlo un plico inviato dal senatore Maraini a casa di Marjolaine prima di essere ucciso: si tratta di scottanti documenti della commissione parlamentare d'inchiesta sul rapimento di M di cui il senatore si era indebitamente impossessato, pregiudicando la propria carriera politica, per evitare che venissero volutamente "dispersi".
In base agli appunti di Maraini, Riani individua l'uomo che ha prelevato la borsa del Presidente M nel generale Vincenzo Notarmuzi, ai tempi del sequestro un pezzo grosso dei servizi segreti.
In un teso incontro con il generale, ormai anziano e da anni in pensione, Riani apprende che i suoi sospetti sulla gestione delle organizzazioni terroristiche da parte dei poteri nell'ambito della strategia della tensione rispecchia l'effettiva realtà dei fatti nonché l'indirizzo di un deposito dei servizi segreti in cui potrà trovare le altre risposte che cerca.
Rintracciato infine dal giudice Finzi, Riani decide di consegnargli la foto del generale Notarmuzi in via Fani in cambio della sua definitiva uscita di scena dalla vicenda.
Nottetempo, Riani si reca poi nel magazzino dei servizi indicatogli da Notarmuzi e trova effettivamente i documenti che il Presidente M conservava nella borsa da cui non si separava mai: di fronte all'armadio in cui erano conservati, nota inoltre la statua originale dell'Ares Sinibaldi, che qualche politico o funzionario dei servizi ha evidentemente tenuto nel suo studio fino a poco prima. Malgrado abbia a due passi la possibile verità sul caso M, Riani decide di lasciare i documenti al loro posto e tenere con sé un solo foglio, trovato in un altro cassetto dello stesso armadio, che certifica come l'uccisione di Valeria Fondi sia stata un'esecuzione pianificata anticipatamente in ogni dettaglio.

## Personaggi e corrispondenza con le vicende storiche
Alcuni personaggi del romanzo sono palesemente calchi di personalità reali a cui è stato cambiato nome:
- Amos Riani: Alberto Franceschini
- senatore Enrico Maraini: Sergio Flamigni
- Ettore Ghia: Mario Moretti
- Valeria Fondi:Mara Cagol
- Tommaso Rodi: Corrado Simioni
- Presidente M: Aldo Moro
- G.M: Michele Galati
- L'amico del presidente che piange sulla sua tomba: Francesco Cossiga

La vicenda biografica del senatore Sergio Flamigni è stata piegata alle esigenze letterarie, dal momento che, a differenza del suo alter ego letterario Maraini, Flamigni non è stato sospettato di aver trafugato documenti riservati e, soprattutto, non è stato assassinato.
Il personaggio di Dante Fabbri, malgrado il legame sentimentale con Valeria Fondi possa far pensare a Renato Curcio, richiama invece ancora Simioni o comunque un membro del cosiddetto Superclan legato alle vicende della scuola di lingue Hyperion: il Fabbri letterario non è infatti mai stato incarcerato ed ha riparato in Francia, all'opposto di Curcio, arrestato nel 1974 assieme a Franceschini.
La figura del generale Notarmuzi può essere un riferimento al colonnello del SISMI Camillo Guglielmi, che fu effettivamente segnalato in via Fani la mattina del 16 marzo 1978 e giustificò la sua presenza con un improbabile invito a pranzo da parte di un collega o un generico richiamo al ruolo dei servizi segreti nell'agguato di via Fani e nella sparizione della borsa contenente i documenti più riservati di Aldo Moro secondo la tesi che Franceschini ha sostenuto anche nel libro intervista Che cosa sono le BR, curato dal giornalista Giovanni Fasanella.
L'escamotage dell'abbandono della borsa del presidente M su un taxi richiama quanto fatto il 14 aprile 1979 da Toni Chichiarelli, che su un taxi nel centro di Roma fece ritrovare un borsello contenente una serie di oggetti connessi all'omicidio di Aldo Moro.
Nel finale del libro Riani presenta una sua versione dell'omicidio del presidente M che differisce da quella sostenuta ufficialmente dai brigatisti : il protagonista del romanzo ipotizza infatti che il politico sia stato ucciso sdraiato nel bagagliaio della Renault 4, come asserito da Moretti e Maccari, ma non nel garage di via Montalcini bensì mentre la vettura era in marcia e seguita a breve distanza da un'altra auto con a bordo dei mediatori che avrebbero dovuto sovrintendere alla liberazione dello statista.
La tesi di una trattativa per la liberazione di Moro, fallita improvvisamente proprio nelle ultime ore di vita del presidente della Democrazia Cristiana, è stata poi diffusamente sostenuta dai giornalisti Paolo Cucchiarelli e Alessandro Forlani.
Cucchiarelli, sulla base di una perizia balistica indipendente, ritiene però inverosimile che Moro sia stato assassinato sdraiato nel bagagliaio dell'auto, sia per l'angustia dello spazio che per la natura e la conformazione delle tracce ematiche trovate sulla Renault 4 parcheggiata in via Caetani.
Sempre Cucchiarelli, nel suo libro Morte di un presidente, ritiene che quello di Franceschini sia un romanzo a chiave e il riferimento alla statua romana costituisca un richiamo al museo racchiuso nella Villa Odescalchi di Palo Laziale (oggi trasformata in hotel) che, secondo il giornalista, sarebbe stata una delle prigioni di Moro durante i cinquantacinque giorni del sequestro.
L'immaginario deposito dei servizi segreti che Riani visita nell'ultimo capitolo del romanzo si trova vicino al capolinea della linea di autobus 780 (ovvero piazza Venezia) e il protagonista vi accede da una porticina posta sul Lungotevere nei pressi di un ponte romano: si tratta evidentemente del ponte Fabricio, che collega il castello Caetani sull'isola Tiberina a via del Portico d'Ottavia. Via Caetani è, come noto, il luogo dove venne reperito il cadavere di Moro e sul presunto ruolo della famiglia Caetani nel sequestro del presidente della Democrazia Cristiana, con particolare riferimento al pianista di origini russe Igor Markevitch, marito di Topazia Cateani, vi è un'ampia pubblicistica mentre il Portico d'Ottavia, che fa parte del Ghetto di Roma, è stato indicato da numerose fonti (Carmine Pecorelli, Giuseppe De Lutiis, Paolo Cucchiarelli) come possibile sede di importanti basi brigatiste e una delle ultime prigioni di Moro durante il sequestro: riferimenti a edifici del Ghetto furono infatti trovati negli appunti sequestrati a Valerio Morucci e Adriana Faranda durante il loro arresto nel 1979 a casa di Giuliana Conforto, figlia dell'agente del KGB Giorgio Conforto.

## Edizioni
- Alberto Franceschini, La borsa del presidente. Ritorno agli Anni di Piombo., Ediesse, 1997,  p. 122, ISBN 88-230-0271-0.